# مالبيناري (أديامان)
مالبيناري (بالكردية: Malpîngar‏) (بالتركية: Malpınarı)‏ هي قرية تتبع إداريّاً لمديرية أديامان في محافظة أديامان التركية الواقعة في جنوب شرق الأناضول. وبلغ عدد سكانها 110 نسمة في عام 2021.